# Frieda Bühner
Frieda Mizzi Bühner (* 28. Mai 2004 in Georgsmarienhütte) ist eine deutsche Basketballspielerin.

## Werdegang
Bühner, die in der Saison 2012/13 beim Osnabrücker SC mit ihrer Basketballvereinslaufbahn begann, wurde 2018 mit der U14 des BBC Osnabrück, betreut von Trainer Jörg Scherz, deutsche Meisterin. Im Endspiel erzielte Bühner 28 Punkte. Anfang Dezember 2018 wechselte sie zum Osnabrücker SC zurück und kam im Februar 2019 im Alter von 14 Jahren erstmals in der 2. Bundesliga zum Einsatz. Ihr gelang im weiteren Fortgang der Saison 2018/19 mit dem OSC unter Trainer Mario Zurkowski der Gewinn der Zweitligameistertitels und damit der Aufstieg in die 1. Damen-Basketball-Bundesliga. Im selben Jahr stand sie mit den Osnabrückerinnen noch als Zweitligist im DBBL-Pokal-Endspiel, das jedoch verloren wurde. In der Saison 2020/21 trug die 1,86 Meter große Flügel- und Innenspielerin dazu bei, dass der Osnabrücker SC deutscher Vizemeister wurde und stand in der Endrunde regelmäßig in der Anfangsaufstellung der von Trainer Aleksandar Čuić betreuten Niedersächsinnen.
Zur Saison 2022/23 wechselte Bühner an die US-amerikanische University of Florida, kehrte aber bereits im November 2022 zum Osnabrücker SC zurück. Für Florida bestritt sie vier Spiele, in denen sie im Durchschnitt 1,5 Punkte sowie 1,8 Rebounds erzielte.
2018 wurde Bühner ins Aufgebot der U15-Auswahl des Deutschen Basketball-Bundes berufen und war beim Turnier Nordsee-Cup beste Korbschützin der deutschen Auswahl. Sie nahm an der U16-Europameisterschaft 2019 sowie den U18-EM-Endrunden 2021 und 2022 teil. Bei der EM 2022 erreichte sie zweistellige Mittelwerte bei der Punktausbeute (11,6) und bei den Rebounds (11,1). Bundestrainer Walt Hopkins berief sie im Frühjahr 2021 erstmals ins Aufgebot der deutschen A-Nationalmannschaft, Bühner kam aber zunächst nicht zum Einsatz. Nationalspielerin wurde Bühner auch in der Spielart 3-gegen-3. 2023 war Bühner bei der U19-Weltmeisterschaft in der herkömmlichen Basketball-Spielart mit 15,4 Punkten je Begegnung die beste deutsche Korbschützin. Auch ihre 10,3 Rebounds je Begegnung waren der Höchstwert. Im Juli 2024 wurde Bühner in die Olympiaauswahl der deutschen Nationalmannschaft berufen.
Zur Saison 2024/25 wechselte sie nach Spanien zum CB Estudiantes. Bei der EM 2025 erreichte Bühner mit der DBB-Auswahl das Viertelfinale, dort schied man gegen Belgien aus.